# Gevolgen van de opwarming van de Aarde

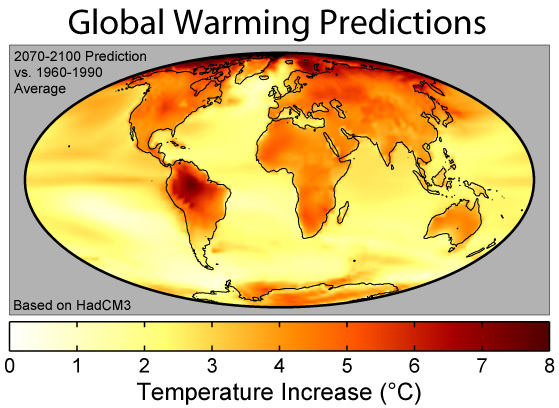
Een kaart van de verwachte opwarming van de aarde op het einde van de 21e eeuw. In het HadCM3- klimaatmodel dat wordt gebruikt, is de gemiddelde opwarming 3 °C. Volgens het IPCC zal de aarde in 2100 met 1,1 tot 6,4 °C opwarmen, afhankelijk van de hoeveelheid uitgestoten broeikasgassen en de exacte klimaatgevoeligheid.

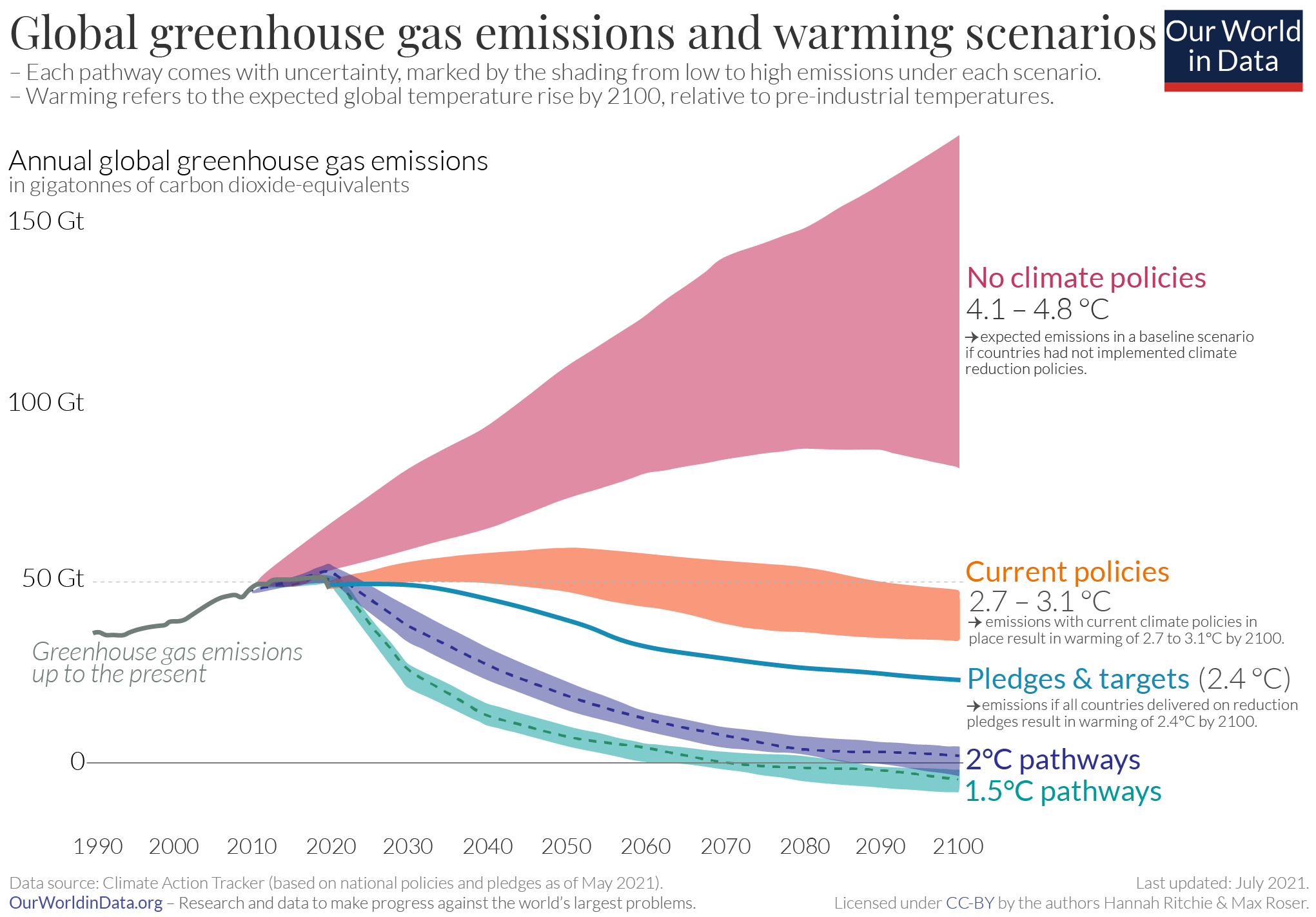
Reeks potentiële toekomstscenario's van wereldwijde broeikasgasemissies. Zelfs als alle landen hun huidige beloften nakomen die zijn vastgelegd in het klimaatakkoord van Parijs, zal de gemiddelde opwarming tegen 2100 veel verder gaan dan de doelstelling van het Akkoord van Parijs om de opwarming "ruim onder de 2°C" te houden.

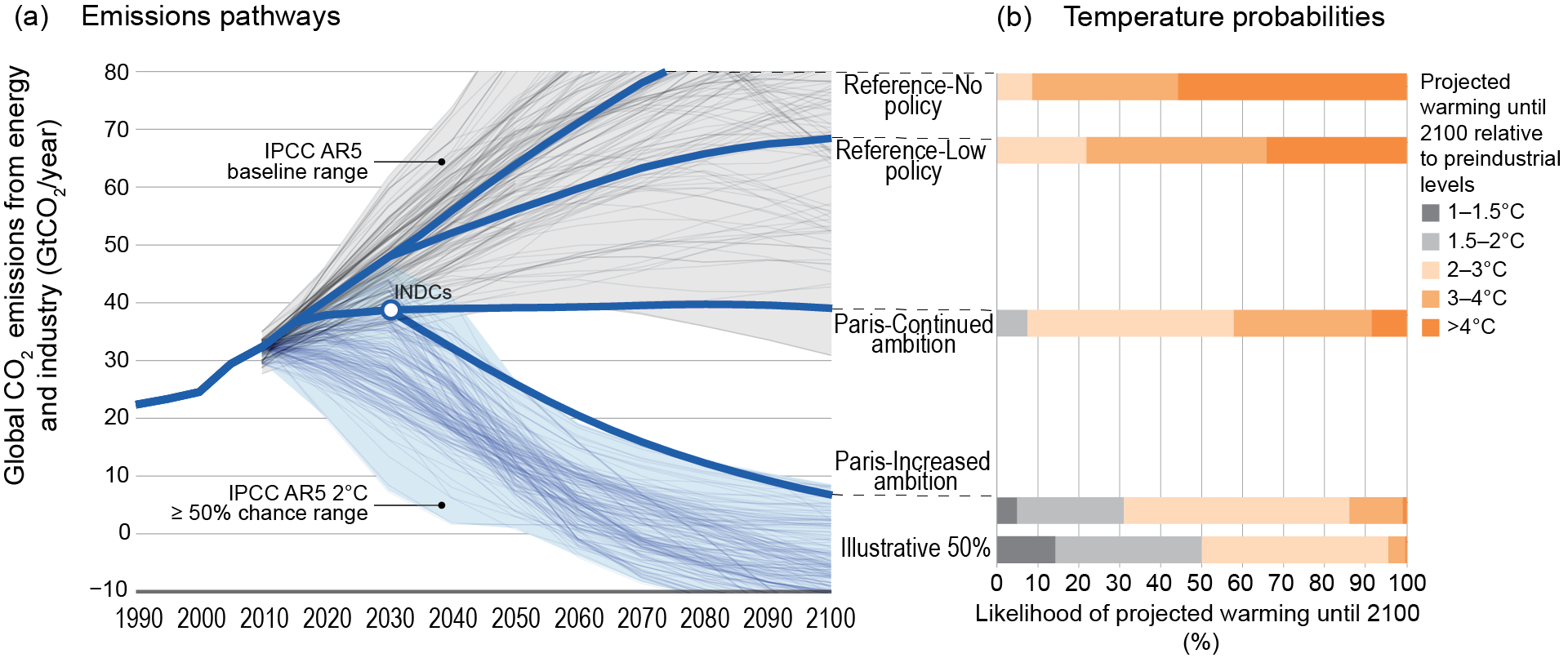
Impact van het Akkoord van Parijs indien alle mitigatiemaatregelen worden genomen om de afgesproken doelstellingen te halen

Met de gevolgen van de opwarming van de aarde worden talrijke veranderingen door de wereldwijde temperatuurstijging bedoeld die de mensheid en de aarde treft en zullen treffen. Opwarming van de aarde is de waargenomen en voorspelde trend naar een hogere gemiddelde temperatuur op aarde in vergelijking met pre-industriële niveaus, met gevolgen als zeespiegelstijging, smeltende gletsjers, veranderende klimaatzones, vegetatiezones en habitats, sterkere of frequentere bosbranden, veranderde neerslag, sterkere of frequentere extreme weersomstandigheden zoals overstromingen, stormen en droogtes, de verspreiding van parasieten en tropische ziekten, en meer klimaatvluchtelingen.
Naast de 'lineaire' verwachte gevolgen van de opwarming van de aarde die hier worden beschreven, bestaat er in klimaatonderzoek brede consensus dat er zogenaamde 'kantelpunten in het aardsysteem' zijn die een soort domino-effect in beweging zetten van onherroepelijk verandering, wat gevaarlijk is voor het menselijk leven op aarde. Verschillende klimaatmodellen komen echter tot verschillende resultaten wat betreft de temperatuur waarbij deze drempel ligt. Een meta-analyse uit 2018 kwam tot de conclusie dat de 2-graden-doelstelling van het Akkoord van Parijs wellicht niet voldoende is om dergelijke feedback te voorkomen.
De verzuring van de oceanen, die ook ecologisch zeer problematisch is, wordt hier niet behandeld. Dit wordt namelijk direct veroorzaakt door het toenemende aandeel van atmosferische koolstofdioxide en niet door de opwarming.

## Verwacht niveau van opwarming van de aarde

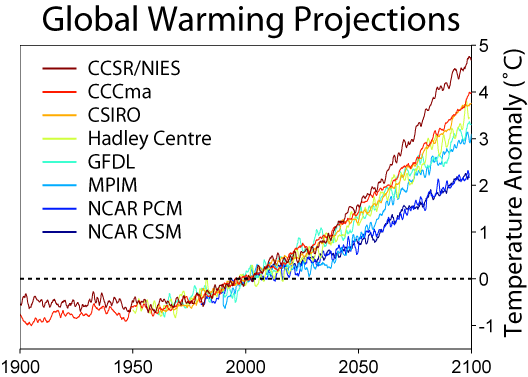
Enkele projecties van de temperatuurontwikkeling tot 2100: tussen 2 en 5 °C stijging in 100 jaar ...

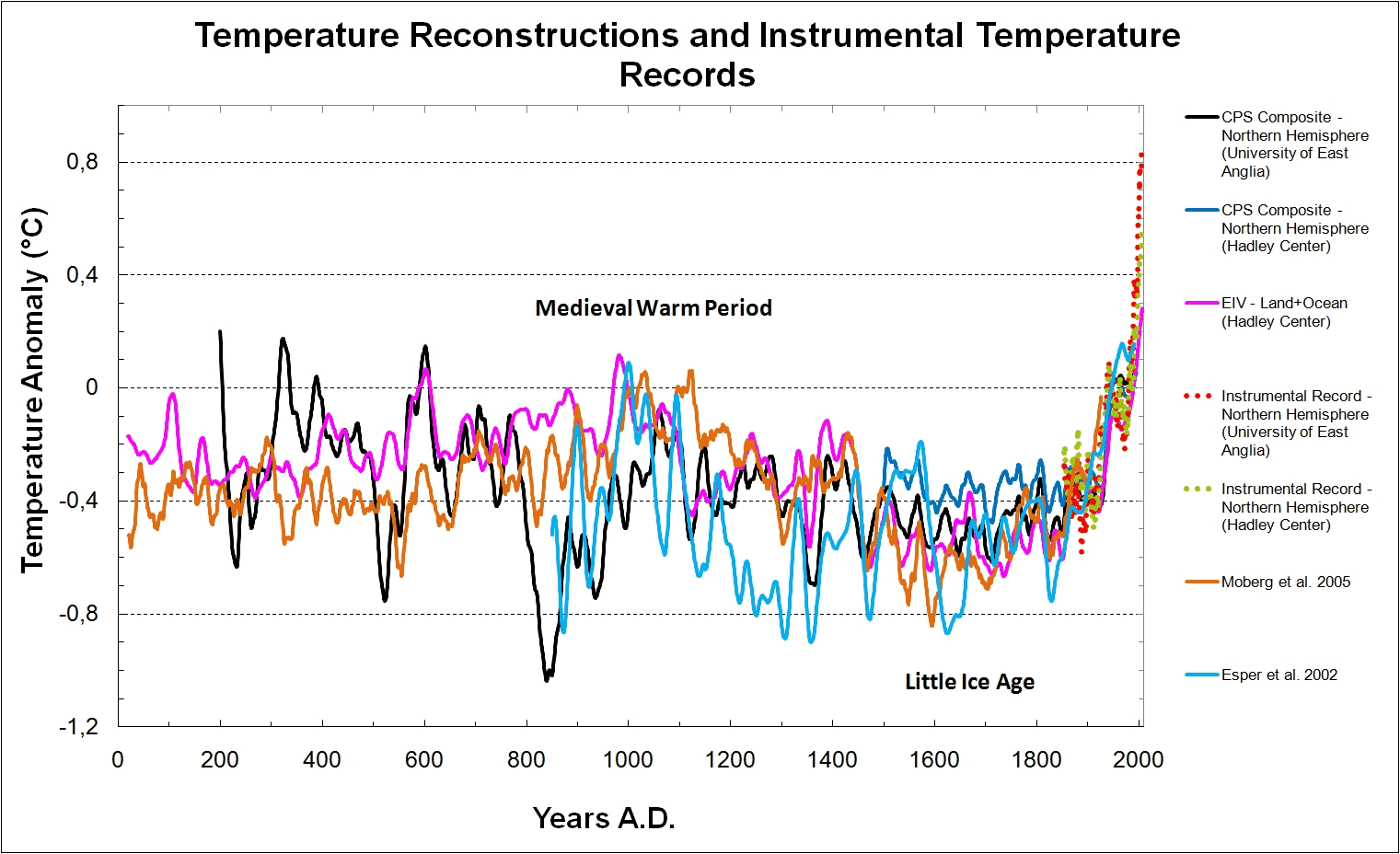
... en vergelijking met temperatuurveranderingen van de afgelopen 2000 jaar.

Hoeveel de gemiddelde temperatuur stijgt tijdens de 21ste eeuw, hangt met name af van de hoeveelheid broeikasgassen die worden uitgestoten. Het Intergovernmental Panel on Climate Change (IPCC, Intergovernmental Committee on Climate Change) ging er in het vijfde beoordelingsrapport van uit dat de mondiale gemiddelde temperatuur tegen 2100 met 1,5 °C tot 4,5 °C zou stijgen, afhankelijk van de verdere toename van de emissies.
Stijgende gemiddelde temperaturen verschuiven het temperatuurspectrum. Terwijl extreme koudeperiodes minder vaak zullen voorkomen, zijn uitzonderlijke hittegolven waarschijnlijker. Door de mogelijke effecten op de gezondheid van de mens, de economie en het milieu, brengt de opwarming van de aarde grote risico's met zich mee, maar kan lokaal en regionaal ook positieve effecten hebben. Sommige veranderingen in de omgeving die mensen en ecosystemen allebei beïnvloeden, zijn al waarneembaar. Deze omvatten een stijgende zeespiegel, smeltende gletsjers of statistisch significante afwijkingen van de normale weerspatronen. Of deze en andere gevolgen zullen optreden en hoe ernstig ze zullen zijn, wordt verschillend beoordeeld. De effecten van klimaatverandering zijn regionaal en lokaal verschillend en hebben individuele gevolgen. De klimaatmodellen beschrijven momenteel de gevolgen op mondiaal niveau vrij goed, maar kunnen deze slechts met grote onzekerheid op regionaal niveau inschatten. De trend van opwarming is te voorzien, en zorgt niet alleen voor enorme druk op ecosystemen, maar ook op miljarden mensen, bijvoorbeeld in termen van watervoorziening.
Hoe sterk de veranderingen zullen zijn, hangt af van hoe snel de klimaatverandering zich voltrekt. Als het in zeer korte tijd gebeurt, zullen zowel de economische aanpassingskosten als de effecten op de natuur waarschijnlijk drastisch voelbaar zijn.
In het Emissions Gap Report 2019 specificeren de Verenigde Naties concrete reductiedimensies voor klimaatschadelijke broeikasgassen, aangezien de gemiddelde temperatuur van de aarde aan het einde van de 21e eeuw met 3,4 tot 3,9 °C zal stijgen indien de uitstoot ongewijzigd blijft. Om de doelstelling van 1,5 graad te halen, zou de uitstoot van broeikasgassen tussen 2020 en 2030 jaarlijks met 7,6% moeten dalen. Om de opwarming te beperken tot 2 graden Celsius, zou een jaarlijkse reductie van 2,7% nodig zijn.

## Milieu-impact

### Biodiversiteit
Sterk verhoogde CO2 -concentraties en snelle klimaatverandering zijn in de geschiedenis van de aarde belangrijke oorzaken geweest van massa-extinctie. Het is nu zeer waarschijnlijk dat de opwarming van de aarde het uitsterven van soorten zal versnellen.
Als er geen maatregelen worden genomen om klimaatverandering tegen te gaan, worden wereldwijd 16% van alle soorten ernstig bedreigd, volgens een literatuuronderzoek uit 2015 in het wetenschappelijke tijdschrift Science. Zuid-Amerika en Australië zijn de continenten met het grootste aandeel bedreigde soorten met respectievelijk 23% en 14%, voor Europa was dat 6%, voor Noord-Amerika 5%. Als het streefcijfer van twee graden wordt gehaald, kan het percentage wereldwijd met 5,2% verminderd worden. Volgens de Arctic Climate Impact Assessment in opdracht van de Arctische Raad zal de biodiversiteit in veel poolgebieden toenemen, omdat nieuwe soorten naar het Noordpoolgebied zullen migreren naarmate de opwarming toeneemt.
De Bramble Cay-mozaïekstaartrat werd als eerste zoogdier uitgestorven verklaard als slachtoffer van klimaatverandering.

### Effecten op de oceanen
De oceanen van de wereld bevatten ongeveer 50 keer meer koolstof dan de atmosfeer. De oceaan fungeert als een grote koolstofput en absorbeert ongeveer een derde van de hoeveelheid koolstofdioxide die vrijkomt bij menselijke activiteiten. In de bovenste lagen van de oceanen wordt het gedeeltelijk vastgelegd door fotosynthese. Als de oceanen geen koolstofdioxide zouden oplossen, zou de atmosferische concentratie van CO2 rond de 55 ppm hoger liggen volgens een studie uit 2004. Berekend over een periode van eeuwen, kunnen de oceanen wel 90% opnemen van de antropogene CO2 -emissies. Verschillende effecten zorgen er echter voor dat met stijgende temperaturen en een toenemend aandeel van atmosferische CO2, het vermogen van de oceanen om koolstof op te nemen afneemt. Hoe ver het absorptievermogen daalt, is moeilijk te kwantificeren. In een scenario met een in de 21e eeuw sterk toenemende uitstoot (business as usual), is het aandeel dat via dit effect wordt geabsorbeerd slechts 22%. Het opgenomen aandeel neemt alleen maar toe in een emissiescenario met sterk doorgedreven maatregelen van klimaatmitigatie.

#### Zeespiegelstijging

Volgens metingen is het zeeniveau tussen 1870 en 2009 rond de 25 cm gestegen en blijft dit stijgen.

Als gevolg van de opwarming van de aarde stijgt de zeespiegel. Tussen 1901 en 2010 was dat ongeveer 1,7 cm per decennium, met daarbij een stijging sinds 1993 tot ongeveer 3,2 cm per decennium. Volgens een WMO- rapport bleef de zeespiegelstijging in 2014-2019 versnellen tot 5 mm per jaar. Volgens verschillende IPCC-scenario's zullen in 2100 zeestijgingen worden bereikt van tussen de 0,40 m (met drastische maatregelen tegen de opwarming van de aarde) en 0,67 m (met verdere stijgingen van de uitstoot: business as usual) in vergelijking met het niveau van de jaren negentig. De toename is niet gelijk, maar verschilt van regio tot regio omwille van zeestromingen en andere factoren. De mogelijke ineenstorting van delen van de Antarctische ijskap is nog niet meegenomen in deze berekeningen en zou tot enorme extra verhogingen leiden.
Met name enkele kleine landen in de Stille Oceaan, waarvan het landoppervlak slechts iets boven zeeniveau ligt, lopen gevaar op betrekkelijk korte termijn in zee te zullen verdwijnen. Naast eilandstaten worden vooral kustgebieden en steden bedreigd. De risico's zijn onder meer toegenomen kusterosie, hogere stormvloeden, veranderde grondwaterstanden, schade aan gebouwen en havens, of verslechtering van de omstandigheden voor landbouw en aquacultuur. Zonder maatregelen zal bij een stijging van de zeespiegel met 1 m 150.000 wereldwijd km² landoppervlak permanent onder water komen te staan, waarvan 62.000 km² wetlands aan de kust. 180 miljoen mensen zouden worden getroffen en het zou $ 1,1 biljoen kosten aan vernietigde eigendommen (gezien de huidige bevolking en activa). Uitgebreide kustbescherming zou betekenen dat het voor 180 van de 192 landen wereldwijd minder zou kosten dan 0,1% van hun BBP (in 2085).
De nu al voorziene zeespiegelstijging zal grote financiële schade aanrichten, die groter zal zijn naarmate het warmer wordt. Een in 2018 gepubliceerde studie kwam bijvoorbeeld tot de conclusie dat ook als de doelstelling van 1,5 graden wordt gehaald, de stijging van de zeespiegel in 2100 wereldwijd 10,2 biljoen dollar per jaar aan kosten zal opleveren. Aan de andere kant, als alleen het minder ambitieuze doel van twee graden zou worden gehaald, zouden de kosten $ 1,5 biljoen per jaar hoger zijn. Als daarentegen geen maatregelen worden nagestreefd (RCP 8.5), zou dit, afhankelijk van de hoogte van de zeespiegel die optreedt, 14 of zelfs 27 biljoen dollar aan kosten per jaar tot gevolg hebben. Met maatregelen om zich aan te passen aan de zeespiegelstijging kunnen deze kosten aanzienlijk worden teruggedrongen. Maar zelfs met sterke aanpassingen en naleving van de doelstelling van 1,5 graden in 2100, zouden de kosten 1,1 biljoen dollar bedragen. Zonder klimaatmitigatie en met alleen klimaatadaptatie zou het $ 1,7 biljoen per jaar kosten voor een zeespiegelstijging van 86 cm en $ 3,2 biljoen voor een zeespiegelstijging van 1,80 meter.

#### Opwarming
De oceanen warmen ook op, maar met een vertraging ten opzichte van de stijgende temperaturen van de atmosfeer van de aarde. Dit leidt tot een thermische uitzetting van de watermassa's, wat bijdraagt aan zeespiegelstijging (zie hierboven).
Ernstiger voor het oceaanecosysteem zijn echter de talrijke andere effecten die verband houden met een verhoogde watertemperatuur. Wereldwijd is het gehele waterlichaam van alle oceanen sinds 1955 slechts 0,04 °C verwarmd. Deze lichte opwarming is te wijten aan het feit dat tot nu toe slechts enkele honderden meters van de bovenste waterlagen warmer zijn geworden. Ten opzichte van de oppervlaktetemperatuur van het water is de opwarming met 0,6 °C is al veel duidelijker. Desalniettemin is het minder dan de stijging van de oppervlaktetemperaturen op het land, aangezien landgebieden over het algemeen sneller opwarmen. Tussen 1993 en 2005 zal de totale opwarmsnelheid van de waterlagen oplopen tot 750 m zeediepte met 0,33 ± 0,23 W/m².
De opwarming van de oceanen heeft gevolgen voor zijn bewoners zoals vissen en zeezoogdieren: net als landdieren trekken ze naar de polen. De kabeljauwpopulaties in de Noordzee krimpen sterker dan alleen door overbevissing verklaard kan worden; ze trekken naar het noorden als gevolg van de stijgende temperaturen. Noordelijke regio's zouden van deze ontwikkeling kunnen profiteren: voor de Noordelijke IJszee kan worden aangenomen dat de mogelijke visserij in het algemeen kan toenemen en dat de samenstelling van de vangst zal veranderen zolang de opwarming tot 1-2 °C beperkt is. De onzekerheden over de verdere ontwikkeling zijn nog steeds groot; over het algemeen wordt een afnemende biomassa van mariene fauna verwacht, vooral in de hogere niveaus van het voedselweb, d.w.z. vissen en zeezoogdieren. Volgens een analyse van de dynamiek van 235 vispopulaties in de periode 1930–2010 reageerden significant meer soorten negatief dan positief op de opwarming. Door de stijgende zeetemperaturen is de maximale vangst die met duurzame visserij kan worden behaald in deze periode met 4,1% afgenomen.
De opwarming van de oceanen is een belangrijke oorzaak achter de massale koraalsterfte. Koralen zijn zeer gevoelig voor veranderingen in oceaantemperaturen en oceaanchemie. Wanneer een koraal wordt blootgesteld aan te snel veranderende omgevingsfactoren, kunnen ze verbleken. Koraalverbleking is door globale oceaanopwarming inmiddels een wijdverspreid fenomeen. Vele in zee levende dieren zijn voor hun voortbestaan afhankelijk van koraalriffen. Rifaantasting kan uiteindelijk leiden tot een ontwrichting van het volledige marine ecosysteem.

#### Verandering in zeestromingen

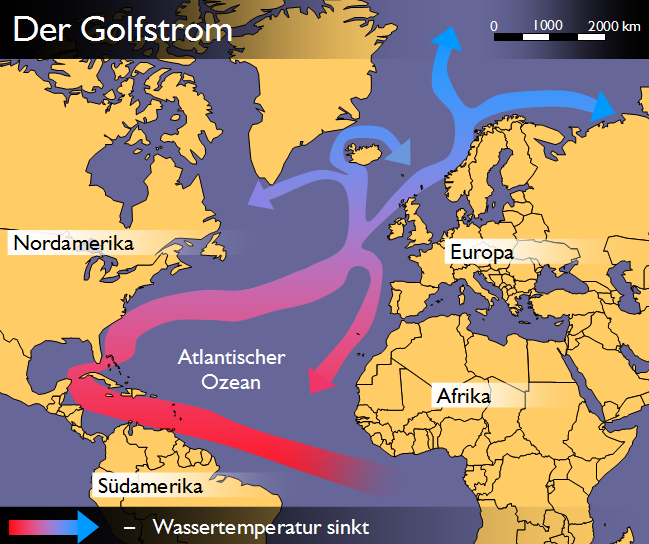
Regeling van de Golfstroom

De opwarming van de aarde kan ook minder voor de hand liggende effecten hebben: de Noord-Atlantische stroom, dat een onderdeel is van de mondiale transportband, wordt onder meer aangedreven doordat water in de Noordelijke IJszee samen met de Golfstroom afkoelt. Hierdoor neemt de dichtheid van het oppervlaktewater toe, dat vervolgens in diepere lagen van de oceaan wegzakt. Dit zinken leidt enerzijds tot een aanzuiging van steeds nieuw oppervlaktewater, en anderzijds brengt het een permanente circulatie van het zeewater in beweging, terwijl in de diepzee een stroom in tegengestelde richting kan ontstaan. Deze interactie wordt ook wel thermohaliene circulatie genoemd.
De Noord-Atlantische stroom is de afgelopen 120.000 jaar verschillende keren onderbroken. De reden hiervoor was de instroom van grote hoeveelheden zoet water, waardoor het compressieproces werd verzwakt en het oppervlaktewater niet wegzakte. Tijdens één van deze evenementen, leegde zich een enorm meer van smeltwater in Canada, het Agassizmeer, dat aan het einde van een ijstijd was gevormd. De enorme hoeveelheden extra zoet water zorgden ervoor dat het zeewater niet wegzakte en dat de Noord-Atlantische Stroom stopte. Voor Europa betekende dit de voortzetting van de ijstijd die eigenlijk net ten einde liep.
Theoretisch zou de opwarming van de aarde kunnen leiden tot een nieuwe onderbreking als gevolg van de toegenomen toevoer van zoet water van Groenlandse gletsjers. Het opdrogen van de Golfstroom zou, ook niet een ijstijd, resulteren in een ernstige koudegolf in heel West- en Noord-Europa. Als het klimaat blijft opwarmen, kunnen in de loop van de tijd soortgelijke veranderingen in de andere zeestromingen optreden, met verstrekkende gevolgen. Een onderbreking van de Noord-Atlantische stroom werd tot dusverre door de deelnemende wetenschappers als zeer onwaarschijnlijk beschouwd, althans op middellange termijn. Tegen het einde van de 21e eeuw wordt volgens simulaties met klimaatmodellen een lichte verzwakking van de Noord-Atlantische Stroom verwacht. Volgens huidige studies uit 2018 zijn er nu al effecten te zien die te verwachten zijn bij een afzwakkende Noord-Atlantische stroming.

### Effecten op tropische cyclonen
Op basis van empirische kennis, is de intensiteit van tropische cyclonen gerelateerd aan de oppervlaktetemperatuur van de zee. In de periode van 1979 tot 2017 is de kans dat stormen een bijzonder hoge intensiteit bereiken in de categorieën 3-5 wereldwijd toegenomen. Een toename in de intensiteit van de sterkste stormen werd gevonden voor alle gebieden waar stormen voorkomen, vooral in de Noord-Atlantische Oceaan en de noordwestelijke Stille Oceaan. Sommige onderzoekers zien het effect van de opwarming van de aarde in de toename in intensiteit.

### Pool- en ijskappen
Smeltend zee-ijs heeft slechts geringe gevolgen voor de zeespiegel (en opent de Noordwest- en Noordoostpassage voor scheepvaart). Aangezien zee-ijs uit zoet water bestaat en in bevroren en vloeibare toestand een lagere dichtheid heeft dan het zeewater eronder, zou het smelten van al het zee-ijs en de drijvende ijsplaten het mondiale zeeniveau met ongeveer 4 cm verhogen. Daartegenover is het beeld voor de ijskappen van Groenland en Antarctica compleet anders. Een complete meltdown als worstcasescenario zou, in het geval van de Groenlandse ijskap, resulteren in een stijgend waterpeil van 7 m, en in het geval van West-Antarctica zou het 6 meter zijn. De Oost-Antarctische wateren worden nog steeds als stabiel beschouwd, het smelten ervan zou ervoor zorgen dat de zeespiegel met meer dan 50 m verhoogt. Er is echter meer onderzoek nodig om de waarschijnlijkheid van dit voorval te beoordelen. De beschikbare modellen laten op dit punt geen eenduidig antwoord toe. In ieder geval zou het smelten minstens een paar honderd jaar moeten duren voordat de genoemde landgebieden ijsvrij zouden zijn. De leeftijd van de Groenlandse ijskap wordt geschat op minstens 130.000 jaar, zodat het blijkbaar ook de warmste fase van het Holoceen, het Atlanticum (6000-3000 voor Chr.), moet hebben overleefd.
In de periode tussen 2011 en 2014 is er in de Arctische en Antarctische wateren in totaal 503 ± 103 km³ ijs verloren gegaan; in Groenland is het ijsverlies tweeënhalf keer zo groot geworden in vergelijking met de periode van 2003-2009 en verdrievoudigd in West-Antarctica.
Zelfs met de huidige opwarmingstrend is ernstige schade te verwachten, vooral voor populaties van wilde dieren in het noordpoolgebied. De effecten die al bij ijsberen zijn opgetreden, zijn de afgelopen jaren onderwerp van controverse geweest. Omdat ze afhankelijk zijn van zee-ijs (men jaagt op zeehonden die op het ijs leven en gebruiken ijsgangen om van het ene gebied naar het andere te gaan) wordt aangenomen dat ze als soort niet zullen overleven als in de zomer het volledig zee-ijs verloren gaat. Aan de andere kant worden in Canada bijvoorbeeld elk jaar duizenden zeehonden gedood, waardoor de belangrijkste voedselbron van de ijsberen aanzienlijk afneemt. De manier van leven van de Eskimo's, die afhankelijk zijn van intacte ijsoppervlakken voor toegankelijkheid en jacht, zal ook worden beïnvloed.

### Regionale warmterecords

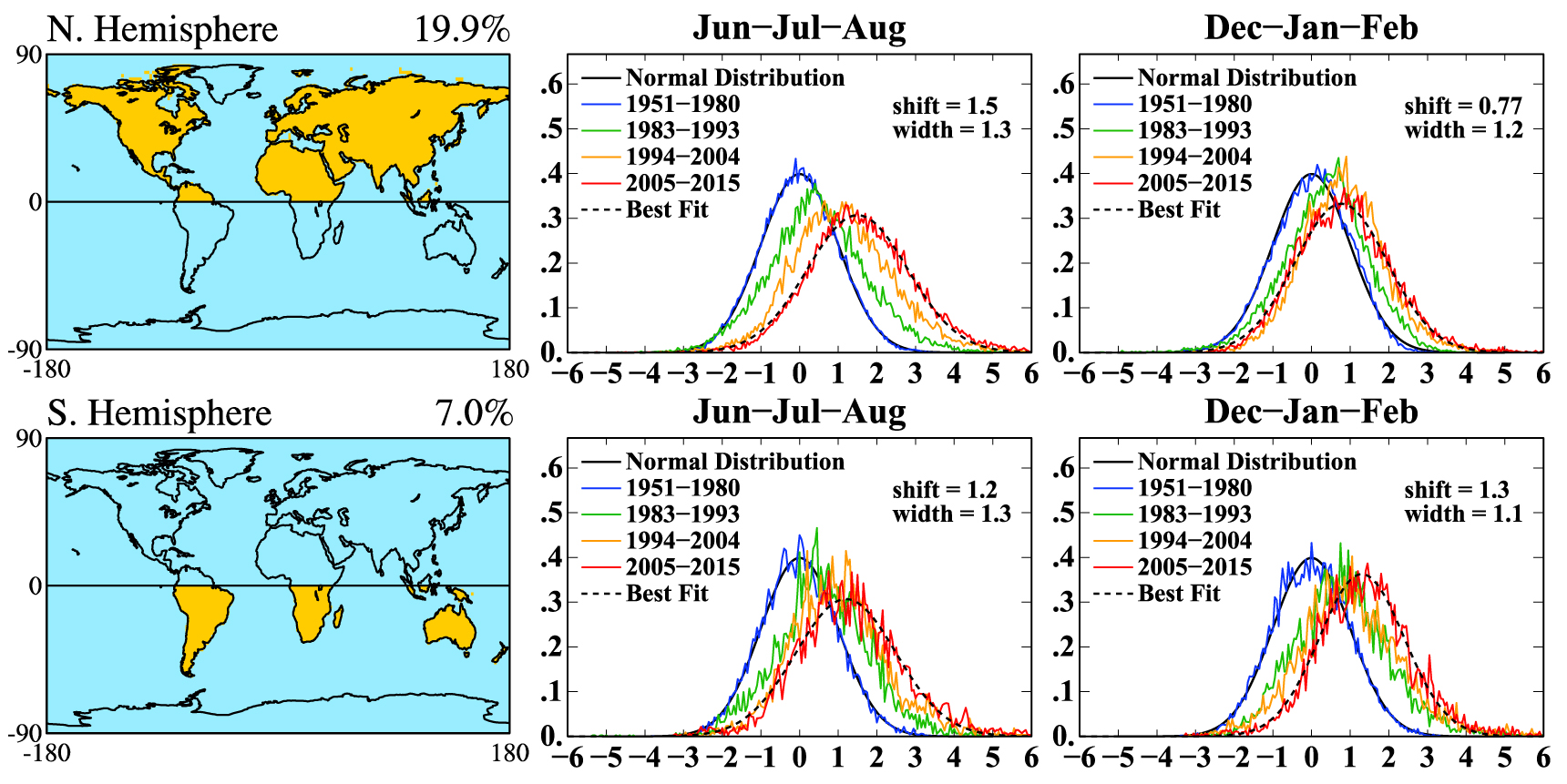
De temperatuur uit de jaren 2005–2015 in vergelijking met de periode 1951–1980, uitgezet voor het noordelijk en zuidelijk halfrond en gescheiden in zomer en winter; volgens Hansen & Sato 2016

Door de verdere opwarming van de aarde zal de kans op regionale warmterecords toenemen. Een statistische analyse toonde aan dat in het decennium 2000–2010 de kans op regionale temperatuurrecords wat betreft de maandelijkse gemiddelde temperatuur vervijfvoudigde. De hittegolf in Europa in 2003 en de hittegolf die bijvoorbeeld de ontwikkeling van bos- en veenbranden in Rusland in 2010 veroorzaakte, zouden niet met grote zekerheid hebben plaatsgevonden zonder door de mens veroorzaakte opwarming van de aarde. In een statistische analyse van de wereldwijd beschikbare temperatuurgegevens vergelijken Hansen et al. de kans op het optreden van extreme hitte, d.w.z. temperaturen waarvan de waarde meer dan drie standaarddeviaties (sigma, σ) afwijkt van de gemiddelde waarde. In de onderliggende referentieperiode werd dit per definitie slechts in één gebied waargenomen, die 0,1% tot 0,2% van het aardoppervlak omvat. Als de temperatuur met 1 K stijgt, worden warmte-anomalieën die voorheen werden beschouwd als 3-sigma-gebeurtenissen, d.w.z. met een waarschijnlijkheid van 0,13% optreden, de nieuwe normale gemiddelde temperaturen en 5 sigma-warmte-anomalieën even waarschijnlijk als de vorige 3 sigma-warmte-anomalieën (5 sigma is gelijk aan een kans van één gebeurtenis per miljoen jaar).
Een opwarming van de aarde van 4 °C zou in sommige streken van de tropen leiden tot bepaalde jaarlijks waarneembare gemiddelde temperaturen, die zonder een dergelijke opwarming van de planeet anders slechts eens in de miljoen jaar zouden plaatsvinden.

### Terugtrekking van de gletsjers

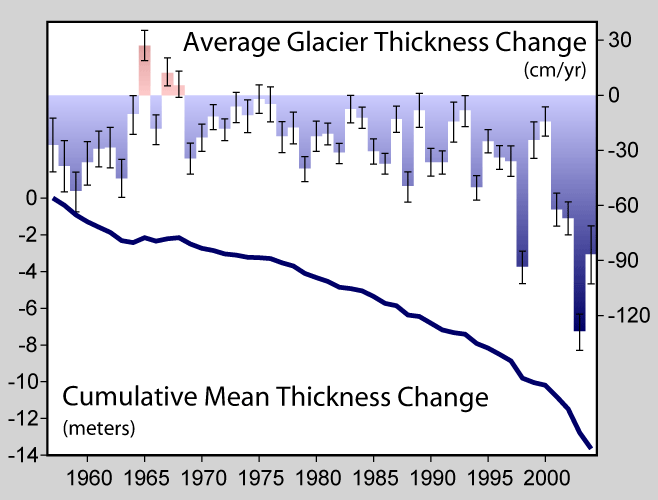
De duidelijk negatieve massabalans van de gletsjers sinds 1960

Nauw verbonden met de stijging van de zeespiegel, maar met tal van andere gevolgen voor de drinkwatervoorziening en lokale ecosystemen, is de afname van gletsjers, die in de 19e eeuw begonnen is en sindsdien aanzienlijk is versneld.
Gletsjers zijn erg trage structuren, wat betekent dat ze minder worden beïnvloed door individuele weersomstandigheden dan door langdurige klimaatveranderingen. Daarom zijn ze over het geheel genomen een goede indicator van temperatuurtrends op de lange termijn, waarvoor ze veel gevoeliger zijn. 83% van alle gletsjers kromp tussen 1970 en 2004 en de gemiddelde terugtrekking van alle gletsjers was 0,31 meter per jaar. De massabalans van de mondiale gletsjers is sinds 1960 duidelijk negatief als gevolg van deze achteruitgang (zie grafiek).
Gletsjers nemen in de winter water op onder de vorm van ijs. In de zomer geven ze dit water af als smeltwater aan rivieren. Door het continue smelten van de gletsjers sinds het einde van de kleine ijstijd, nam de hoeveelheid water die door de rivieren werd vervoerd toe, vooral in de zomer. De extra hoeveelheid water die vrijkomt uit de Himalaya-gletsjers heeft geleid tot een tijdelijke toename van de landbouwproductiviteit in Noord-India. Dit is echter een tijdelijke stijging en geen duurzame stijging.
Volgens de prognoses van het IPCC zal het volume van de gletsjers op het noordelijk halfrond in 2050 gemiddeld nog eens 60% verminderen. In de tweede helft van de 21ste eeuw zal daarom meer en efficiënter waterbeheer nodig zijn om de afnemende watervolumes in de rivieren in de zomer op te vangen. Anders zal de afname van de beschikbare hoeveelheid water de landbouwproductie in sommige gebieden aanzienlijk verminderen.

### Veranderde neerslagniveaus: droogtes en overstromingen
Opwarming van de aarde leidt tot een veranderde verdeling en hoeveelheid regen: neerslag valt met andere tussenpozen dan voorheen gebruikelijk of wordt herverdeeld over de seizoenen. Extreme weersomstandigheden veroorzaakt door neerslag, zoals overstromingen of droogtes, kunnen ook toenemen of afnemen op een verwarmde aarde. Wel dient opgemerkt te worden dat een enkele gebeurtenis vaak niet rechtstreeks kan worden toegeschreven aan de opwarming van de aarde. Onder de omstandigheden van klimaatverandering verandert echter de kans dat dergelijke gebeurtenissen zich voordoen.
Bij het in kaart brengen van grootschalige trends in de hoeveelheid neerslag sinds 1900 zijn er duidelijke regionale verschillen. Vooral Canada, Noord-Europa, West-Indië en Oost-Australië kregen meer regen. Dalingen van maximaal 50% werd vooral gemeten in West- en Oost-Afrika en West-Latijns-Amerika. Vergeleken met 1980 zal er in Oost-Afrika volgens een modelstudie tegen 2050 minder regen vallen, evenals in Midden-Amerika en een grote regio die zich uitstrekt van Nieuw-Zeeland via Australië en Nieuw-Guinea tot Japan. Een aanzienlijke toename wordt verwacht voor het oosten van Groenland, voor delen van Latijns-Amerika en West-Afrika en vooral boven de Stille Oceaan.

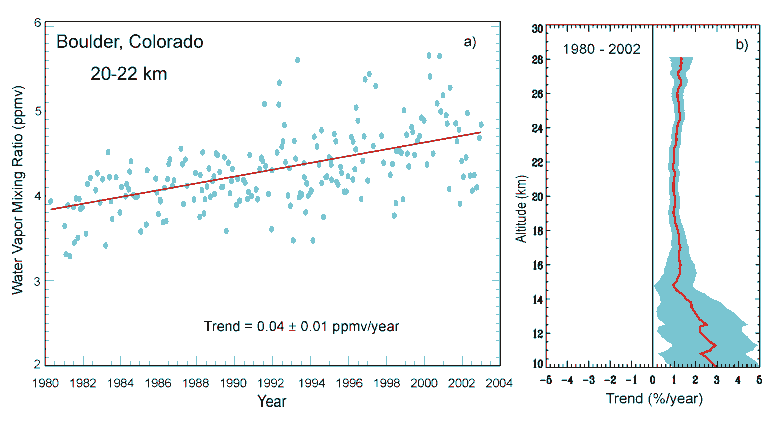
Toenemende hoeveelheid waterdamp in de lucht bij Boulder, Colorado

In een studie uit 2002 worden enkele duizenden tijdreeksen van verschillende klimaatindicatoren geëvalueerd, wat tot de conclusie leidt dat het aantal dagen met bijzonder zware neerslag sterk is toegenomen. Zware regenval in Groot-Brittannië is in de winter bijna verdubbeld. Terwijl in de jaren 1960 7 tot 8% van de neerslag in de winter viel in de categorie zware regen, was dat in de jaren 1995 al rond de 15%. Ook het door extreem weer getroffen gebied is sinds 1950 flink gegroeid. Vooral mensen in Afrika worden blootgesteld aan extreme gebeurtenissen, omdat er slechts een slecht ontwikkeld meteorologisch monitoringsysteem te vinden is, wat vaak leidt tot vertraagde en onnauwkeurige informatie. Een studie uit 2015 wees uit, op basis van gegevens van de overstromingsramp in Krymsk dat: "Over de hele oostelijke Middellandse Zee en de Zwarte Zee is de atmosfeer aanzienlijk onstabieler geworden door de opwarming van de zee". Onderzoek toont ook aan dat uit korte, hevige regenbuien steeds meer water valt, hetgeen een risico oplevert in de vorm van overstromingen en erosie.
Volgens een onderzoek uit 2012 is de watercyclus van de aarde tussen 1950 en 2000 met 4% toegenomen. Met elke graad Celsius opwarming versnelt de watercyclus volgens de studie met ongeveer 8%, wat de neerslagpatronen verandert en de onevenwichtigheden in de mondiale watervoorziening verergert. Dit leidt tot meer droogte in toch al droge gebieden en een toename van overstromingen in gebieden die al waterrijk zijn.
Een onderzoek uit 2005 van 195 rivieren wereldwijd laat een toename van overstromingen zien voor 27 van hen, een afname voor 31, maar geen duidelijke trend voor de overige 137. Een andere studie uit 2002 stelt echter een wereldwijde trend vast naar een toename van bijzonder zware overstromingen in de loop van de 20e eeuw. Deze trend is consistent met de verwachte effecten van de opwarming van de aarde en zal naar verwachting in de 21e eeuw verder verergeren. Er moet rekening mee worden gehouden dat menselijk ingrijpen in natuurlijke rivierlopen ook een grote invloed kan hebben op de frequentie en ernst van overstromingen en dat toenemende nederzettingen in de buurt van de rivier de schade door een overstroming verder kunnen vergroten.

### Verschuiving van klimaatzones
Per graad Celsius opwarming van de aarde is er een verschuiving van de klimaatzones met 100 tot 200 km naar het noorden te verwachten. Volgens een in 2015 gepubliceerde studie veroorzaakte de opwarming van de aarde dat 5,7% van het landoppervlak van de wereld tijdens de periode 1950-2010 verplaatst werd naar klimaatzones met warmere, drogere klimaten.
De risico's voor ecosystemen op een verwarmde aarde veranderen aanzienlijk naargelang de mate en het tempo van verdere temperatuurstijgingen. Beneden een temperatuurstijging van 1 °C zijn de risico's relatief laag, maar niet verwaarloosbaar voor kwetsbare ecosystemen. Tussen 1 °C en 2 °C opwarming zijn er significante en op regionaal niveau soms aanzienlijke risico's. Een opwarming boven de 2 °C brengt enorme risico's met zich mee voor het uitsterven van talrijke dier- en plantensoorten waarvan de leefgebieden niet meer voldoen aan hun vereisten. Deze soorten worden verplaatst of kunnen uitsterven als ze de geografisch snel veranderende klimaatzones niet kunnen volgen. Dit geldt met name voor de flora, waardoor de verschuiving in de vegetatiezones veel langzamer zal zijn. Andere soorten kunnen zich onder de gewijzigde omstandigheden meer verspreiden. Bovendien kunnen bij meer dan 2 °C temperatuurstijging ecosystemen zelfs instorten, met als gevolg toegenomen hongersnood en watercrises en verdere sociaal-economische schade, vooral in ontwikkelingslanden.
Hoe groter de overgangsgebieden (ecotonen) tussen de begrensde grote habitats (ecozone's ), hoe kleiner de effecten van klimaatveranderingen zullen zijn. Voor de afzonderlijke klimaatzones worden de volgende veranderingen verwacht:
- Poolgebied → bedreiging voor biodiversiteit door krimpende toendra's. Het ontdooien van de permafrostbodems.[56]
- Koud gematigd klimaat → Toenemende bosbranden, insectenplagen en ziekten.[57] Verspreiding van infectieziekten.[58]
- Koel gematigd klimaat → Toenemende bosbranden, insectenplagen en ziekten.[57] Op de continentale middelste breedtegraden (tarwegebieden) droogte in de zomer, destabilisatie van ecosystemen met drastische gevolgen voor het menselijk gebruik.[56] Daarentegen is wijnbouw mogelijk in Groot-Brittannië en kunnen dadelpalmen en agaves worden gebruikt in Zuid-Europa.[58]
- Subtropen → De dichtbevolkte gebieden van de semi-aride subtropen (onder andere het Middellandse Zeegebied, het zuidwesten van de VS, het noorden van Mexico, het zuiden van Australië en Afrika en delen van Zuid-Amerika) zullen waarschijnlijk nog droger worden.[57]
- Tropen → Enerzijds profiteren de semi-aride tropen (bijvoorbeeld de savannes van de Sahel) van toenemende regenval, waardoor akkerbouw meer opbrengsten oplevert.[59] Anderzijds zullen de vochtige zones van de tropen, die al grotendeels zijn ontbost, door toenemende droogte en bosbranden hun biodiversiteit blijven verliezen. Intact regenwoud daarentegen heeft een balancerend effect op de waterhuishouding en gaat relatief goed om met stijgende temperaturen.[57] In deze context zijn ook veranderingen in de verspreiding van vegetatie in bergketens in de tropische gordel te verwachten.[60]

Een studie gepubliceerd in de Proceedings of the National Academy of Sciences (PNAS) in 2007 wijst op drastische gevolgen van de opwarming van de aarde voor levende wezens in alle klimaatzones van de wereld. Vanuit biologisch oogpunt zullen tropische gebieden waarschijnlijk het meest worden getroffen, omdat ze historisch gezien tot nu toe aan de minste schommelingen werden blootgesteld. Hun aanpassingsvermogen wordt daarom als extreem laag beoordeeld. Tegen 2100 is er een risico dat in tot 39% van het mondiale landoppervlak er een opkomst is van volledig nieuwe klimaten, vooral in de tropen en subtropen, gevolgd door de poolgebieden en bergen. Tot in 48% van het landoppervlak, kunnen voormalige klimaten verdwijnen en door andere worden vervangen.
Dieren migreren steeds meer naar de polen met stijgende temperaturen. Een onderzoek op 1700 soorten stelt dat ze gemiddeld 6,1 km per decennium naderen naar de Polen of dat ze 6,1 m per decennium terugtrekken naar hoger gelegen berggebieden. Van 279 van deze soorten kon een zogenaamde “diagnostische vingerafdruk” worden bepaald, waarmee bedoeld wordt dat andere beïnvloedende variabelen dan klimaatverandering vrijwel uitgesloten zijn. Voor West-Europa vond een andere studie een gemiddelde opwaartse migratie van 29 m per decennium voor de periode van 1905 tot 2005 voor 171 plantensoorten. Vooral soorten die in poolgebieden of op bergen leven en geen of slechts beperkte uitwijkmogelijkheden hebben, worden hierdoor getroffen. Een studie die naar 1103 planten- en diersoorten keek, die 20% van het aardoppervlak omvatten, toonde aan dat bij een lage opwarming van 0,8 tot 1,7 °C in 2050 rond de 18% van de bestudeerde soorten zou uitsterven. De Potsdamse klimaatonderzoeker Hans Joachim Schellnhuber verwacht toenemende verwoesting in bepaalde delen van Europa. Met een gemiddelde temperatuurstijging van 1,8 tot 2,0 °C in dezelfde periode zou rond de 24% van alle soorten uitsterven en met een hoge temperatuurstijging van meer dan 2 °C zou dit zelfs circa 35% zijn.
De strategieën voor natuurgebieden, die vaak gericht zijn op behoud, moeten worden heroverwogen en aangepast aan de gewijzigde omstandigheden. De klimaatverandering kan de voormalige beschermingsdoelen van veel gebieden onmogelijk maken.

### Bosbranden

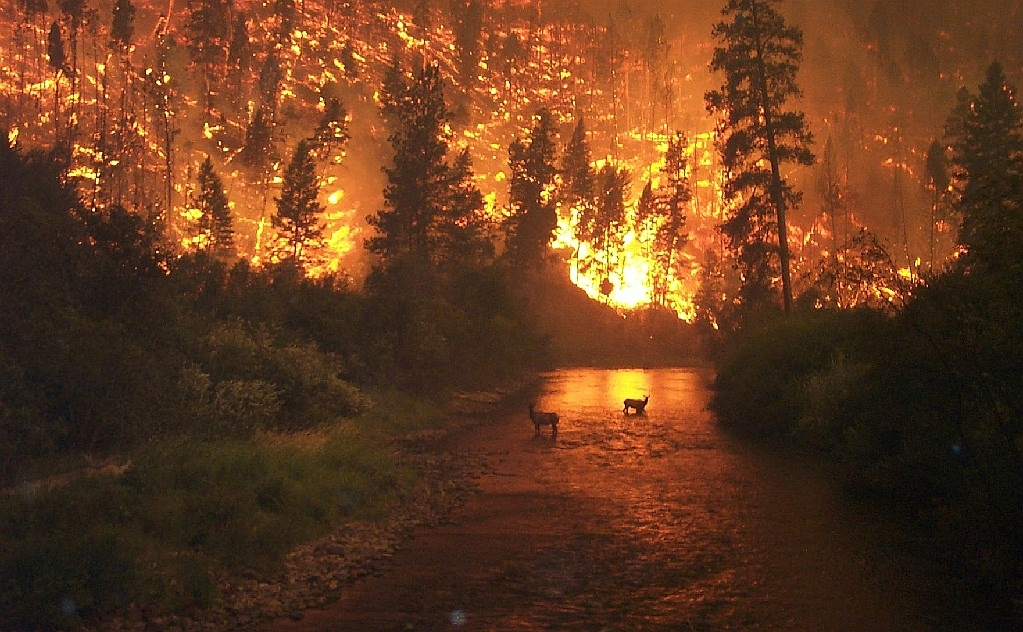
Een bosbrand in het Bitterroot National Forest in Montana, Verenigde Staten, op 6 augustus 2000

Niet door mensen veroorzaakte bosbranden zijn natuurlijke processen die onregelmatig plaatsvinden en nemen een belangrijke functies op in het bos-ecosysteem. Door de methodes van bosbeheer en de bestrijding van bosbranden in de 19e en 20e eeuw, steeg in veel bossen, vooral in de Verenigde Staten, de hoeveelheid houtige biomassa in het bos, in sommige gevallen vele malen boven de natuurlijk voorkomende waarde. Als er brand uitbreekt, leidt dit tot zwaardere en meer onbeheersbare branden, niet zelden met doden en hoge materiële schade. Naast deze verandering als gevolg van landgebruik, zal ook de opwarming van de aarde bijdragen aan de toename van bosbranden. Een onderzoek in het westen van de Verenigde Staten concludeert dat er halverwege de jaren tachtig een toename was in het aantal, de ernst en de duur van bosbranden. Deze toename deed zich voor in gebieden die relatief onaangetast zijn door bosgebruik en hangt nauw samen met waarneembare stijgende lente- en zomertemperaturen en een steeds vroeger begin van het smelten van de sneeuw. Hoewel het ook mogelijk is dat een nog onbekende natuurlijke cyclus de oorzaak is van deze effecten, past het patroon van veranderingen precies in het gedrag dat door klimaatmodellen wordt voorspeld.
In de toekomst wordt een verdere temperatuurverschuiving naar dit bosbrandbevorderende klimaat verwacht. Omdat dit zelfs ongerepte bosgebieden in gevaar brengt, worden bossen die kunstmatig met hout zijn "gevuld" blootgesteld aan bijzonder hoge risico's. In gebieden met een verwachte toename van het aantal neerslagdagen zullen daarentegen minder hevige bosbranden optreden als de omstandigheden ongewijzigd blijven. Een regionale studie over de deelstaat Baden-Württemberg noemt bijvoorbeeld een waarschijnlijke toename van het risico op bosbranden in de lijzijde van het Zwarte Woud tegen 2050 en een lichte afname in het noorden en westen. Al met al verwacht onderzoek van het Potsdam Institute for Climate Impact Research tegen de helft van de 21e eeuw een productiviteitswinst in de bossen van Zuidwest-Duitsland, die voornamelijk te wijten zou zijn aan de langere vegetatieperiode en snellere groei op grotere hoogten, in combinatie met het bemestingseffect van CO2.
De oorzaak van het toenemende brandgevaar, vooral in bossen, is het toenemende verzadigingstekort van de lucht als de lucht opwarmt, wat de verdamping van water stimuleert. Dit leidt tot een verhoogde verdroging van potentiële brandstoffen zoals hout, wat op zijn beurt het risico op grootschalige branden exponentieel verhoogt. Een in 2019 gepubliceerde studie kwam tot de conclusie dat de verbrande oppervlakte door bosbranden in Californië tussen 1972 en 2018 verachtvoudigd is en dat bijna de gehele toename van verbrand gebied te wijten is aan het toegenomen verzadigingstekort van de lucht als gevolg van de stijging van de temperatuur. De door mens veroorzaakte opwarming van de aarde heeft de activiteit van natuurbranden in Californië nu al enorm doen toenemen en in de toekomst zal dit zeer waarschijnlijk nog verder toenemen.

## Politieke, economische en sociale implicaties

### Gezondheid
De menselijke gezondheid wordt door het klimaat beïnvloed, zowel direct (door koude of warmte, neerslag, overstromingen en branden) als indirect via ecologische (bijv. temperatuurgerelateerde veranderingen in de verspreiding van ziektevectoren, slechte oogsten) of sociale gevolgen (bijv. droogtegerelateerde migratie). De temperatuurvariabiliteit, dat wil zeggen hoe temperaturen fluctueren, heeft een impact op de menselijke gezondheid. Aanpassing aan klimatologische omstandigheden is moeilijker in een sterk wisselend klimaat. De prognoses voor de effecten van toekomstige opwarming zijn met grote onzekerheid omgeven, omdat met name de indirecte gevolgen vooral worden beïnvloed door de economische status van een regio. Volgens het IPCC zullen de negatieve gezondheidseffecten van opwarming zeer waarschijnlijk opwegen tegen de positieve. Vooral ontwikkelingslanden zullen zwaar getroffen worden.

#### Directe gevolgen

##### Extreme hitte
Afhankelijk van de gemiddelde dagtemperatuur hebben morbiditeit en mortaliteit op één plek een typisch U-vormig verloop: buiten een typisch regionaal gemiddelde temperatuurbereik neemt de mortaliteit sterk toe in de richting van toenemende extremen. De sterfgevallen zijn niet alleen te wijten aan een hitteberoerte of onderkoeling, maar zijn voornamelijk het gevolg van cardiovasculaire en respiratoire oorzaken.
De verandering in sterfte als gevolg van de opwarming van de aarde hangt af van de mate van opwarming, de getroffen regio en andere factoren zoals aanpassingsvermogen en demografische ontwikkeling. Aan het begin van de jaren 2000 vormt de winterkou in gebieden buiten de tropen het grotere risico op overlijden dan de zomerhitte. In het algemeen kan een toename van de hittegerelateerde sterfte en een afname van de koudegerelateerde sterfte worden verwacht. Een schatting voor 400 steden in 23 landen wereldwijd, die geen enkele aanpassing of demografische veranderingen veronderstelt, kwam tot het resultaat dat de sterfte over het algemeen toeneemt in Noord- en Zuid-Amerika, in Centraal- en Zuid-Europa en in Zuidoost-Azië. Voor een scenario zonder serieuze klimaatmitigatie met ongecontroleerde opwarming is er een zeer sterke stijging van de sterfte. In Oost-Azië, Noord-Europa en Australië is bij beperkte opwarming een lichte daling van de sterfte te verwachten; bij een ‘business as usual’-scenario zonder klimaatmitigatie zal het sterftecijfer in deze regio’s in de tweede helft van deze eeuw weer stijgen.
In de Perzische Golf, in regio's van Noord-China en in dichtbevolkte regio's van Zuid-Azië, zoals de Ganges- en Indusvalleien, geven modellen aan dat als er geen effectieve klimaatmitigatie is, er een risico bestaat op hittegolven aan het einde van de eeuw, die vanaf een natteboltermperatuur van meer dan 35 °C tot de dood kan leiden als mensen er meerdere uren aan worden blootgesteld. Hoge natteboltemperaturen treden vooral op in de combinatie van hoge luchttemperaturen met een hoge luchtvochtigheid. Vooralsnog zijn de natteboltemperaturen zelden boven de 31 °C gestegen, zelfs niet in de heetste streken van de wereld. Lokaal in de regio rond de Perzische Golf hebben is echter al in 2015 de kritische waarde van 35 graden Celsius benaderd. Een natteboltemperatuur van 28 °C is moeilijk te verdragen omdat het lichaam maar weinig warmte kan afgeven (bijvoorbeeld via zweten). In de Mississippi-vallei zijn, volgens een onderzoek uit 2017, natteboltemperaturen van meer dan 28 °C geen zeldzaamheid meer. In de toekomst kan de menselijke leefruimte daardoor niet alleen afnemen als gevolg van de stijgende zeespiegel, maar ook als gevolg van vochtige hittegolven.
In Europa sterven elk jaar aanzienlijk meer mensen door de kou dan door de hitte. Daarbij moet de kanttekening worden gemaakt dat er, ondanks de drastisch verschillende gemiddelde temperaturen, zowel in Helsinki als in Athene sterfgevallen zijn door zowel hitte als kou. Vergelijkende projecties van veranderingen in koude en warmtegerelateerde sterfte leveren verschillende resultaten op. Keatinge et al. (2000) bijv. neemt aan dat in Europa bij een regionale opwarming van minder dan 2 °C de verwachte stijging van het aantal doden door hitte als gevolg van de opwarming van de aarde verreweg wordt gecompenseerd door de daling van het aantal doden door koude. Een eenvoudige schatting voor Groot-Brittannië met zo'n beperkte regionale opwarming resulteert in ongeveer 2.000 extra sterfgevallen door hitte en 20.000 minder sterfgevallen door koude. Woodward (2014) komt daarentegen tot de conclusie dat in 2050 de stijging van de hittegerelateerde sterfte groter zal zijn in het Verenigd Koninkrijk.
Voor Duitsland voorspelt een studie in opdracht van het WWF en uitgevoerd door het Kiel Institut für Weltwirtschaft, dat met een gemiddeld emissiepad tegen het jaar 2100, het aantal sterfgevallen door hitte met nog eens 5.000 zal toenemen (zonder rekening te houden met demografische ontwikkeling) of met 12.000 (inclusief gewijzigde bevolkingspiramide). Tegelijkertijd zou er een daling zijn van het aantal sterfgevallen door koude met respectievelijk 3.000 en 5.000.

##### Verontreinigende stoffen
Terwijl CO2 indirect de menselijke gezondheid beïnvloedt door klimaatverandering, veroorzaken andere luchtverontreinigende stoffen die ook (maar in mindere mate) het klimaat beïnvloeden – waaronder fijnstof of ozon op grondniveau – ook aanzienlijke directe gezondheidsschade en vroegtijdige sterfte. Klimaatmitigerende maatregelen die de concentratie van deze luchtverontreinigende stoffen verminderen, brengen daarom aanzienlijke extra voordelen met zich mee. Tegelijkertijd hebben klimaatveranderingen invloed op de concentraties van deze verontreinigende stoffen: neerslag is de belangrijkste fijnstofput, dus droge perioden verhogen de fijnstofconcentraties, hoge temperaturen en intense zonnestraling bevorderen de vorming van ozon op grondniveau. Klimaatverandering heeft waarschijnlijk al aanzienlijke schade aan de gezondheid veroorzaakt, met name door de toegenomen ozonvorming, en zonder effectieve maatregelen voor milieubescherming en klimaatmitigatie zal deze blijven toenemen. Een analyse door het Federale Milieuagentschap komt voor Duitsland, ervan uitgaande dat het klimaatbeleid ongewijzigd blijft, op 30% meer dagen waarop een grens van 120 microgram ozon per kubieke meter lucht wordt overschreden.

#### Indirecte gevolgen
De indirecte gevolgen van de opwarming van de aarde zijn onder meer regionale veranderingen in gezondheidsrisico's als gevolg van veranderingen in het bereik, de populatie en het infectiepotentieel van ziektedragers zoals muggen (bijvoorbeeld Anopheles, drager van malaria), vlooien of teken. De opwarming zal sommige gebieden hoogstwaarschijnlijk onbewoonbaar maken voor ziektedragers, terwijl andere gebieden die tot nu toe onbewoonbaar waren voor deze ziektedragers, op hun beurt nieuwe habitats voor deze ziektedragers zouden kunnen worden. Of de wereldwijde verspreidingsgebieden toenemen, afnemen of gelijk blijven, hangt niet alleen af van klimatologische factoren, maar ook van de betreffende ziektedrager en bijbehorende tegenmaatregelen. Dus de temperatuur speelt bijv. slechts een ondergeschikte rol bij de daadwerkelijke verspreiding van malaria, aangezien deze ziekte tot de jaren vijftig wijdverbreid was in 36 staten van de VS en pas later kon worden uitgeroeid door gerichte bestrijding van de muggen met DDT. Ook in Europa is een hernieuwde verspreiding van malaria zeer onwaarschijnlijk, aangezien de medische standaard hoog is en in sommige gevallen regelmatig biologische maatregelen worden genomen om muggen te bestrijden. Armere landen, vooral die in West- en Centraal-Afrika, zullen veel zwaarder worden getroffen door de mogelijke verspreiding van malaria, omdat ze zich geen tegenmaatregelen kunnen veroorloven.
Naast de pure temperatuurstijging is de kans groot dat vooral de toename van drasland als gevolg van hevige regenval en het ontdooien van permafrostregio's gevolgen zal hebben voor muggenpopulaties. In Noord-Duitsland werd malaria, ook bekend onder de naam moeraskoorts, effectief beperkt als een bijwerking van het droogleggen van de moerassen, maar de grootste vermindering van het risico bestaat nog steeds uit gerichte preventieve maatregelen vooral bij reizigers naar tropische landen. Dit betekent dat het aantal geïnfecteerde gastheren in de toekomst waarschijnlijk laag genoeg kan worden gehouden om verspreiding van een epidemie te voorkomen, hoewel de leefgebieden van de vector nog steeds aanwezig zijn.
Ook al is de Benelux niet een van de aangegeven risicogebieden voor malaria, een opwarming door warmere winters en nattere zomers kan onder andere leiden tot een verspreiding van tekenpopulaties, wat op zijn beurt een verhoogd risico betekent op de ziekte van Lyme en frühsommer-Meningoenzephalitis (FSME). De verspreiding van de ziekte zelf kan worden beperkt door zowel preventieve maatregelen als een vaccinatie tegen FSME. Er is momenteel geen goedgekeurd vaccin tegen de ziekte van Lyme.
De verwachting is dat de opwarming van de aarde zowel het aantal getroffen mensen door hooikoorts als de ernst van hooikoortssymptomen sterk zal doen toenemen. Volgens een studie gepubliceerd in Environmental Health Perspectives in 2016, is het aantal mensen dat allergisch is voor ambrosiapollen gestegen van 33 miljoen tot ongeveer 77 miljoen. Ook wordt het pollenseizoen in grote delen van Europa verlengd tot september en oktober.
Klimaatverandering en de toenemende CO2 -concentraties zelf beïnvloeden, regionaal en zeer verschillend afhankelijk van het emissiescenario, landbouw en voedselproductie, toegang tot voedsel en het nutriëntengehalte in de bodem, met gevolgen voor de menselijke gezondheid. Op sommige hoge breedtegraden zijn tot nu toe positieve effecten waargenomen, over het algemeen domineerden de negatieve gevolgen, ook in 2014.
Volgens een studie van de Wereldgezondheidsorganisatie (WHO) stierven al in 2002 elk jaar minstens 150.000 mensen aan de indirecte gevolgen van de opwarming van de aarde. De WHO definieert deze indirecte gevolgen als voedseltekorten, hart- en vaatziekten, diarree, malaria en andere infecties. De meeste slachtoffers vallen in ontwikkelingslanden.

### Landbouw
| land                | zonder CO2-bemesting | met CO2-bemesting |
| ------------------- | -------------------- | ----------------- |
| Australië           | −27%                 | −16%              |
| Brazilië            | −17%                 | −4%               |
| China               | −7%                  | 7%                |
| Duitsland           | −3%                  | 12%               |
| Frankrijk           | −7%                  | 7%                |
| India               | −38%                 | −29%              |
| Indonesië           | −18%                 | −6%               |
| Italië              | −7%                  | 7%                |
| Japan               | −6%                  | 8%                |
| Canada              | −2%                  | 13%               |
| Pakistan            | −30%                 | −20%              |
| Filippijnen         | −23%                 | −12%              |
| Mexico              | - 35%                | −26%              |
| Rusland             | −8%                  | 6%                |
| Spanje              | −9%                  | 5%                |
| Zuid-Korea          | −9%                  | 4%                |
| Thailand            | −26%                 | −15%              |
| Turkije             | −16%                 | −4%               |
| Verenigd Koninkrijk | −4%                  | 11%               |
| Verenigde Staten    | −6%                  | 8%                |
| Wereldwijd          | −16%                 | −3%               |

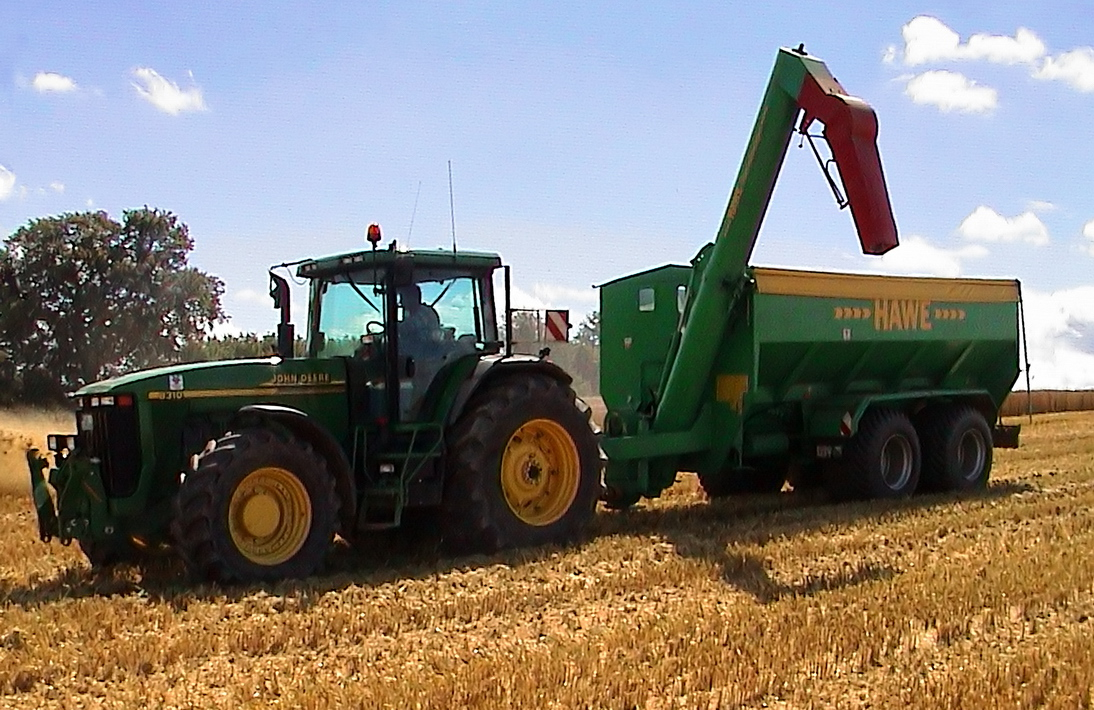
De landbouw is sterk afhankelijk van het lokale klimaat.

Een probleem van het verschuiven van vegetatiezones dat mensen direct beïnvloedt, zijn veranderingen in de landbouwopbrengsten. De productiviteit van de landbouw zal worden beïnvloed door zowel een stijging van de temperatuur als een verandering in de regenval. Daarnaast is het van doorslaggevend belang of er sprake is van een bemestingseffect door toenemende CO2-concentraties. Doorslaggevend voor de effecten is uiteindelijk in hoeverre en tegen welke kosten de landbouw zich aanpast, bijvoorbeeld door het gebruik van andere (bestaande of nog te kweken) plantenrassen of andere teelten of praktijken. Globaal gesproken kan men een verbetering verwachten van de landbouwmogelijkheden in de gematigde en koelere klimaten en een verslechtering in de tropische en subtropische gebieden. Het feit dat het onder de huidige omstandigheden al moeilijk is om in veel bijzonder getroffen regio's een functionele landbouwsector te creëren, zal de bijbehorende problemen waarschijnlijk nog verergeren.
Voor de periode 1981-2002 hadden stijgende temperaturen een negatief effect op de wereldwijde opbrengsten van tarwe (−18,9% per jaar), maïs (−12,5%) en gerst (−8%). Voor rijst (−1,6%), soja (+1,8%) en sorghum (−0,8%) werden lagere negatieve of positieve effecten geschat. De negatieve effecten worden ruimschoots gecompenseerd door toenemende CO2-concentraties en technologische aanpassingen, maar op zich vertegenwoordigen ze een opbrengstderving van zo'n 40 megaton per jaar. Zonder de temperatuurstijgingen sinds 1981 zou de opbrengst in 2002 van tarwe, maïs en gerst 2-3% hoger zijn geweest.
Laboratoriumexperimenten die in de jaren tachtig werden uitgevoerd naar de bemestingseffecten van toenemende CO2-concentraties in de lucht, dienden tot enkele jaren geleden als parameters in de schattingen van de opbrengsteffecten van de opwarming van de aarde. Prognoses op basis hiervan hadden aangetoond dat negatieve effecten van stijgende temperaturen meer dan gecompenseerd zouden worden door positieve effecten van stijgende CO2-concentraties. Veldtesten met de FACE-technologie geven echter aan dat de bevruchtingseffecten van de laboratoriumexperimenten met ongeveer 50% waren overschat. De veldproeven suggereren dat toekomstige tendensen van de opwarming van de aarde, ondanks CO2-bemesting, negatieve effecten zullen hebben op de opbrengsten. Dit biedt echter de mogelijkheid om een hogere CO2-concentratie beter te benutten met behulp van plantenveredeling (inclusief groene genetische manipulatie).
Als onderdeel van het vierde kaderprogramma voor onderzoek en ontwikkeling op het gebied van milieu en klimaat heeft de Europese Unie de effecten op de EU-lidstaten onderzocht en is zij tot de conclusie gekomen dat productiviteitsverschillen tussen verschillende soorten gewassen zullen toenemen. In delen van Zuid-Europa kan, als een bovengrens van de temperatuur wordt overschreden, de oogst van individuele plantensoorten mislukken. Tegelijkertijd is het in Europa mogelijk is om een breder scala aan soorten te kweken dankzij een warmere en langere vegetatieperiode. De effecten op de huidig geteelde soorten zijn waarschijnlijk negatief in Zuid-Europa en positief in Noord-Europa.
De gemiddelde verwachte impact van de veranderingen in temperatuur- en neerslagvoorspelling door zes klimaatmodellen tot 2080 op de landbouw suggereert een daling van de potentiële productie. Het productiepotentieel zou wereldwijd met circa 16% afnemen, in ontwikkelingslanden met 21% en in geïndustrialiseerde landen met 6%. Dit scenario is gebaseerd op de aanname dat er geen CO2-bemesting zal plaatsvinden door een verhoogd aandeel CO2 in de lucht en dat er geen rekening wordt gehouden met mogelijke schade door extreme weersomstandigheden en mogelijk hogere niveaus van plagen en ziekten. Mocht er bemesting plaatsvinden, dan wordt de wereldwijde afname van de potentiële productie op 3% geschat. In dit scenario zou er een toename zijn van het potentieel in geïndustrialiseerde landen met 8%, terwijl het productiepotentieel in ontwikkelingslanden met 9% zou afnemen. De landbouw in India zou enorm lijden onder de opwarming van de aarde, met een daling van het productiepotentieel van 30-40%. In Duitsland zou het landbouwproductiepotentieel met 3% afnemen als er geen CO2-bemesting zou zijn, en anders met 12% toenemen.
Klimaatverandering beïnvloedt niet alleen de landbouwproductiviteit, maar ook de voedingswaarde van belangrijke gewassen zoals rijst, aardappelen en graan. Hogere CO2-concentraties resulteren waarschijnlijk in lagere niveaus van eiwitten, micronutriënten - bijvoorbeeld zink en ijzer - en vitamine B. Het vitamine E-gehalte zou kunnen toenemen. Voor mensen met een eiwittekort (naar schatting 700 miljoen mensen wereldwijd), zinktekort (circa 2 miljard mensen) en ijzertekort (circa 1,5 miljard mensen) lijden, zijn afnemende niveaus van deze micronutriënten in plantaardig voedsel een serieus risico. Volgens een prognose - uitgaande van constante voeding - bij een CO2-concentratie van 550 ppm, die in de tweede helft van de 21e eeuw zou kunnen worden overschreden, zouden enkele honderden miljoenen mensen lijden ook aan een dergelijk tekort. Vooral Zuid- en Zuidoost-Azië, Afrika en het Midden-Oosten worden zwaar getroffen.
Als men daarentegen niet alleen naar klimaatverandering kijkt, maar ook naar de vervuiling van de rijstvelden met arseen, zou de rijstoogst tegen 2100 rond de 42% kunnen afnemen.

### Oorlogen en gewelddadige conflicten
Sinds 2007 gaan er steeds meer stemmen op dat klimaatverandering een bedreiging vormt voor de wereldvrede. Op voorstel van Groot-Brittannië heeft de VN-Veiligheidsraad in april 2007 over deze kwestie gedebatteerd. Een Amerikaans adviesorgaan, bestaande uit hoge ex-officieren, beschreef klimaatverandering in zijn eigen rapport als een bedreiging voor de veiligheid van de Verenigde Staten. Het rapport ziet klimaatverandering als een "hazard intensifier" en verwacht onder meer onder andere een aanzienlijke toename van de wereldwijde migratie door klimaatvluchtelingen. Daarnaast ontvingen het Intergovernmental Panel on Climate Change (IPCC) en Al Gore de Nobelprijs voor de Vrede voor hun inspanningen om verdere klimaatverandering te voorkomen. In 2014 classificeerde het Pentagon ook voor het eerst klimaatverandering als een bedreiging voor de nationale veiligheid.
Het verband tussen klimaatverandering en gewelddadige conflicten is echter controversieel (bij de huidige beperkte opwarming). Een invloedrijke studie uit 2009 vond een sterk verband tussen warmere temperaturen en het risico op burgeroorlog in Afrika, maar werd bekritiseerd vanwege methodologische tekortkomingen. 2013 verkondigde een team van auteurs onder leiding van Solomon Hsiang opnieuw in Science een robuuste invloed van temperatuur- en neerslagschommelingen op verschillende vormen van geweld, die echter niet robuust bleek te zijn toen de onderzoeksopzet veranderde. Ook de burgeroorlog in Darfur (vanaf 2003) en lokale gewelddadige conflicten in Kenia worden in verband gebracht met een toename van droogte als gevolg van klimaatverandering. Andere auteurs wijzen er echter op dat veranderingen in het milieu op zijn best een ondergeschikte rol speelden in deze conflicten, terwijl armoede, politieke discriminatie en bestaande conflicten veel relevanter waren voor zowel de verwoestende effecten van de droogte als het uitbreken van geweld. De invloed van klimaatverandering op het uitbreken van de Syrische burgeroorlog (gemedieerd via door droogte veroorzaakte migratie van het platteland naar de stad) werd onlangs intensief besproken.
In een fundamentele studie identificeert de WBGU vier paden waarlangs klimaatverandering het risico op het uitbreken van gewelddadige conflicten kan vergroten: degradatie van zoetwaterbronnen, afname van de voedselproductie, toename van storm- en overstromingsrampen en een toename van klimaatvluchtelingen. Alle vier de paden kunnen zowel de ontevredenheid vergroten (bijvoorbeeld door hogere voedselprijzen of een gebrek aan staatssteun) als de oportuniteitskosten voor gewelddadige actie verlagen (bijvoorbeeld als de capaciteiten van de staat worden verzwakt door rampen of boeren worden gerekruteerd door gewapende groepen in tijden van droogte door een gebrek aan levensonderhoud). Over het algemeen hebben deze paden de neiging om het risico op interne conflicten te beïnvloeden, terwijl de invloed van klimaatverandering op internationale oorlogen momenteel (nog) als verwaarloosbaar wordt beschouwd. Maar volgens onder meer klimaatonderzoeker Jochem Marotzke zal in de toekomst klimaatverandering vooral rijke landen zoals de landen in West-Europa indirect treffen, bijvoorbeeld door instabiliteit in de internationale politiek. Wetenschappers als Miles-Novello en Anderson wijzen er ook op dat stijgende temperaturen kunnen leiden tot een grotere individuele bereidheid om agressief te zijn, wat op zijn beurt de kans op collectieve conflicten vergroot. Uit een meta-analyse uit 2016 van 69 onderzoeksresultaten in de categorieën hogere temperaturen, verminderde neerslag, extremere neerslaggebeurtenissen, lagere waterbeschikbaarheid, bodemdegradatie en klimaatgerelateerde natuurrampen blijkt dat ongeveer de helft van alle onderzoeken tot nu toe een verband heeft gelegd tussen klimaatverandering en gewelddadige conflicten (binnen staten). De andere helft bevestigde een dergelijk verband niet. Uit sindsdien gepubliceerde methodologisch verbeterde studies blijkt echter vooral dat bepaalde gevolgen van klimaatverandering, zoals ernstige droogtes, het risico op gewelddadige conflicten vergroten, ook al zijn ze niet de belangrijkste aanjager van deze conflicten. Een dergelijk verband tussen klimaatverandering en conflict kan echter alleen optreden als bepaalde contextuele factoren zoals etnische discriminatie of een gebrek aan infrastructuur aanwezig zijn. Een meta-analyse van de bestaande literatuur die eind 2017 werd gepubliceerd, bevestigt deze bevinding grotendeels.

### Toerisme
Economische nadelen zijn te verwachten door het gebrek aan sneeuw in skigebieden, vooral in laag- en middengebergtes. Een studie uit Zwitserland heeft aangetoond dat het wintertoerisme daar, met een temperatuurstijging van 2 °C, een hoog verlies aan toegevoegde waarde kan verwachten van 1,78 tot 2,28 miljard CHF (1,131-1,159 miljard euro) per jaar. Ter vergelijking: de bruto toegevoegde waarde van de wintersport in Zwitserland ligt momenteel rond de CHF 5,3 miljard (ongeveer € 3,4 miljard) per jaar. Vooral de uitlopers van de Alpen en het kanton Jura zullen getroffen zijn, volgens gegevens geïnterpreteerd door Marty et.al. van 2017 tot 2060 bevond een vijfde van alle Zwitserse liften in 2018 zich in gebieden waar vanaf het midden van de eeuw slechts in uitzonderlijke gevallen voldoende sneeuw zou zijn om aan wintersport te doen.

### Klimaatmigratie
In regio's van de wereld waar klimaatverandering een blijvende impact op de levensomstandigheden heeft of het ondraaglijk maakt, zijn er steeds meerklimaatvluchtelingen. Dit is vooral te verwachten in de “Derde Wereld”, waar enerzijds traditionele habitats en vitale hulpbronnen zoals drinkwater bijv. door de wereldwijd stijgende zeespiegel ( Bangladesh, Carteret-eilanden, Fiji en Marshalleilanden, Kiribati, Shishmaref) en anderzijds bijv. worden aangetast of verloren gaan door toenemende waterschaarste in semi-aride gebieden (Afrika). Aangezien de bovengemiddelde bevolkingsgroei in de betreffende regio's vaak een verzwarende factor is en de motieven voor migratie vaak niet duidelijk aanwijsbaar zijn (en nergens centraal worden geregistreerd), zal de precieze kwantitatieve registratie van migrantenaantallen die in verband kunnen worden gebracht met de opwarming van de aarde waarschijnlijk voorlopig met een onoplosbaar methodologisch probleem kampen.

### Economische schade
Er zijn grote onzekerheden bij het inschatten van de daaruit voortvloeiende kosten van ongecontroleerde klimaatverandering. Het Duitse Instituut voor Economisch Onderzoek (DIW) schat desalniettemin dat er tegen 2050 tot 200 biljoen dollar schade kan ontstaan. Het Stern-rapport in opdracht van de Britse regering stelt dat de totale kosten en risico's als gevolg van klimaatverandering nu en op de lange termijn een verlies van 5% van het wereldwijde bruto nationaal product, mogelijk zelfs tot 20%. Dit komt ongeveer overeen met de gevolgen van de Grote Depressie van de jaren dertig.
In de periode 2000 tot en met 2022 bedroeg de materiële klimaatschade gemiddeld 300 miljard dollar. Het duurste jaar was 2011, met een schadebedrag van 676 miljard dollar.
In een rondvraag bij economische experten zei bijna twee derde van de deelnemende economen dat klimaatverandering nu of in de komende jaren wereldwijde schade zal veroorzaken, nog eens 26% zei dat dit uiterlijk in 2050 het geval zou zijn, slechts 2% meende dat ook na 2100 de schade niet overhand zou hebben. Meer dan driekwart antwoordde 'ja' op de vraag dat de opwarming van de aarde de economische groei op de lange termijn zou verzwakken. Een totaal van 93% van de deelnemende economen was voorstander van maatregelen om klimaatverandering tegen te gaan, een meerderheid achtte drastische maatregelen noodzakelijk.
De DIW en het Stern-rapport verwachten dat 'effectieve klimaatmitigatie' jaarlijkse kosten van ongeveer 1% van het bruto nationaal product van de wereld inhoudt. Sommige economen vinden dit aantal te laag, vooral omdat Stern hier uitsluitend van optimistische schattingen uitgaat, bijvoorbeeld met de aanname dat de kosten van hernieuwbare energie in 2050 tot een zesde van de huidige kosten zullen zijn teruggebracht (onder andere door de wet van Swanson). Bovendien gaat Stern voorbij aan het feit dat de kostbare reductie van broeikasgassen tot 550 ppm (CO2-equivalent) alleen de opwarming van de aarde zou vertragen, maar niet stoppen. Stern van zijn kant wees er achteraf op dat zijn rapport was bevestigd door de bevindingen van de Verenigde Naties (IPCC), meer bepaald het IPCC-rapport 2007. Hij had de risico's van de klimaatmaatverandering nog onderschat: zijn cijfers zouden naar boven toe moeten herzien worden.
De economische follow-up kosten door het vrijkomen van methaangas bij het ontdooien van de permafrost onder het Oost-Siberische Zee door de opwarming van de aarde werd in 2013 op 60 miljard dollar geschat.
Terwijl een langetermijnklimaatbeleid dat een beslissende maar geleidelijke overgang naar een koolstofarme economie bevordert, gepaard gaat met relatief lage kosten en risico's, kan een late en abrupte implementatie van effectieve klimaatmitigatie niet alleen leiden tot grotere klimaatschade, maar ook tot massale verliezen in de marktwaarde van fossiele brandstofbedrijven en plotseling stijgende energieprijzen. Er bestaat een risico op instabiliteiten in het financiële systeem en in de wereldeconomie (zie ook koolstofzeepbel).
Een studie uit 2020 schat dat in 2100 de wereldwijde economische output 7 tot 14% lager zou zijn dan anders zou worden verwacht zonder een radicaal klimaatbeleid.
In 2025 komt er nieuw onderzoek, waarbij de financiële schade per veroorzaker wordt berekend. Het totaal berekende bedrag komt dan op 28 biljoen US-dollar uit.